# (9641) Demazière
(9641) Demazière, désignation internationale (9641) Demaziere, est un astéroïde de la ceinture principale.

## Description
(9641) Demaziere est un astéroïde de la ceinture principale. Il fut découvert le 12 août 1994 à La Silla par Eric Walter Elst. Il présente une orbite caractérisée par un demi-grand axe de 2,45 UA, une excentricité de 0,13 et une inclinaison de 4,8° par rapport à l'écliptique.

## Compléments